# Força Aèria de Líbia
La Força Aèria Líbia —en àrab القوات الجوية الليبية, al-Quwāt al-Jawiyya al-Lībiyya— és la branca de les Forces Armades de Líbia que s'encarrega de la defensa i vigilància de l'espai aeri de Líbia. En març de 2011; disposava d'un personal de 22.000 efectius. Existeixen tretze bases militars a Líbia.

## Història de la FAL

### Introducció
Després que les forces nord-americanes abandonessin Líbia el 1970, la base aèria de Wheelus, una instal·lació nord-americana a unes set milles de Trípoli, va esdevenir una instal·lació militar líbia que va ser reanomenada Base Aèria Okba Ben Nafi, va allotjar la caserna general de la FAL i una gran quantitat de les seves principals instal·lacions.
Els caces i bombarders d'origen soviètic de la FAL: MiG-17, MiG-19, MiG-25 i el Tupolev-22 estaven a la Base Aèria Okba Ben Nafi. L'any 1983 el Departament d'Estat dels Estats Units va estimar que el 50 per cent dels avions de combat estaven en reserva, incloent-hi més de la meitat dels avions interceptors MiG i els bombarders Tupolev-22.

### Estat actual
La major part dels pocs avions disponibles estan obsolets o en un baix estat de manteniment, alguns amb sort estan en servei servint en tasques d'atac a terra o transport, tot això és degut a la manca de recursos i de personal disponible com una de les moltes seqüeles de la guerra del 2011. Molts aparells van ser destruïts en la intervenció militar a Líbia l'any 2011, per la qual cosa la Força Aèria d'aquest país es trobava delmada davant els atacs de la coalició internacional en primera instància, i de l'OTAN en segona instància, seguint les bases ordenades en la Resolució 1973 del Consell de Seguretat de les Nacions Unides on es va proclamar una zona d'exclusió perquè les forces militars no ataquessin blancs civils durant la Guerra Civil Líbia.

### Guerra Freda
Durant els anys de la Guerra Freda les aeronaus es compraven a nacions com l'URSS, a França i a Itàlia. Això va crear greus problemes de manteniment, creant-se de facto pràcticament dues forces aèries que funcionaven en paral·lel degut als diferents aparells. Durant la Guerra Freda, els avions i el personal de la Força Aèria Soviètica van operar des de la Base Aèria Okba Ben Nafi. Amb assistència soviètica, la Força Aèria Líbia va ser organitzada en un esquadró de bombarders mitjans amb els Tupolev Tu-22, tres esquadrons de caces interceptors, cinc esquadrons d'atac a terra avançat, un de contrainsurgència, nou esquadrons d'helicòpters, i tres brigades de defensa aèria amb el desplegament dels míssils SAM-2, SAM-3, SAM-6 i el sistema de defensa antiaèria Crotale.

### Embargament
L'embargament a Líbia, provocat per l'Atemptat de Lockerbie, va entrar en vigor el 15 d'abril de 1988. A partir d'aquest moment la FAL va ser incapaç de comprar a occident nous avions ni recanvis per mantenir la seva flota operativa, reduint la disponibilitat de la majoria dels models d'aeronaus occidentals del seu inventari. Considerant que va rebre un bon nombre d'avions que van ser emmagatzemats gairebé directament, hi ha teories que afirmen que podia mantenir les seves capacitats operacionals per algun temps. Es creu que la flota de Mirage F1 està completament fora de servei, a causa de la manca de manteniment i recuperació. També la flota d'Hercules C-130 gairebé ha estat retirada del servei per la mateixa causa. Atès que el nombre exacte d'aeronaus i de recanvis és desconegut, no està tampoc clar si alguns van ser intercanviats per mantenir les aeronaus en servei operacional o bé si la FAL tenia recanvis disponibles.

### Numeració
La FAL es va haver de reorganitzar, dividint-se en esquadrons, la numeració dels quals es construeix sota un ordre estructurat: 
- 10xx s'assignava als esquadrons de caça
- 11xx als caces bombarders
- 12xx als transport
- 13xx als d'helicòpters

### Compres d'armament a França

Escarapela de la Força Aèria Real Líbia (1951-1970).

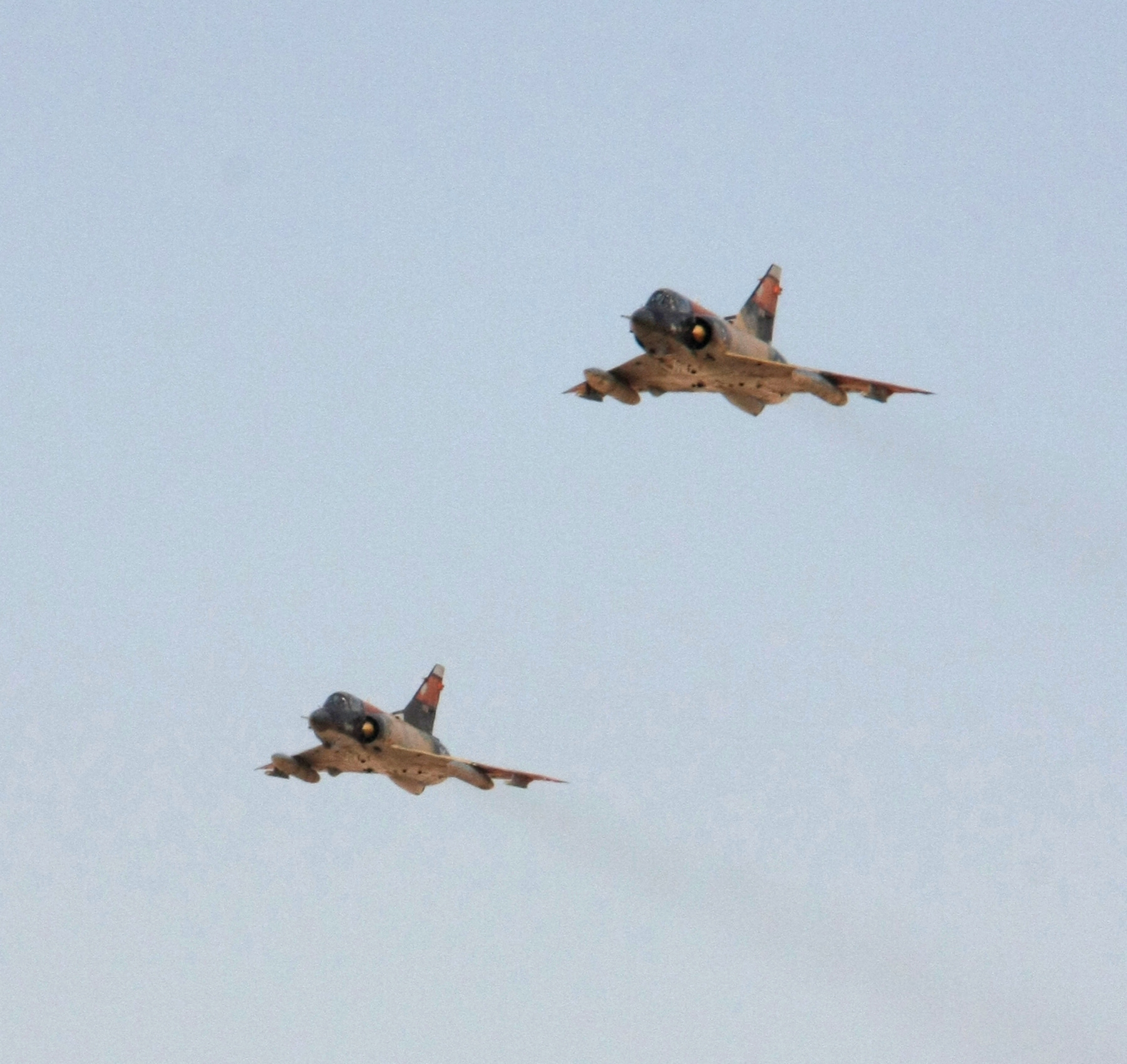
Mirage III de la Força aèria egípcia, comprats per Líbia i lliurats a Egipte.

A causa de la desaparició de la Unió Soviètica la compra de material soviètic es va aturar, Líbia aleshores va haver de comprar material bèl·lic a Occident. La força aèria líbia va patir immensos problemes per entrenar personal suficient per a mantenir en estat operatiu la considerable quantitat d'aeronaus, equips de suport, recanvis i armes que es van comprar a països com Rússia i França, a aquest darrer país va comprar 110 caces bombarders Dassault Mirage V, el contracte dels quals es va signar el mes de gener de 1970. La raó de comprar tants avions de combat era que Gaddafi no tenia intenció de mantenir tots aquests aparells en vol, sinó de comprar-ne suficients com per a poder tenir un considerable nombre d'aparells en reserva, al mateix temps que donava suport al país d'Egipte en la preparació d'una nova guerra contra Israel.
La FAL va rebre de França, helicòpters SA321M Super Frelon i Alouette III i entrenadors Fouga CM170 Magister en quantitats indeterminades. L'agost i el setembre de 1970, diversos Mirage III de l'Exèrcit de l'Aire francès es van desplegar a Líbia amb emblemes del país africà, per participar en una exhibició amb motiu del primer aniversari de la República Àrab de Líbia.
Per absorbir el material francès es va fer necessari habilitar una gran instal·lació per a l'entrenament i el manteniment, construïda a l'antic aeròdrom de la RAF de El-Adem, el nom del qual va canviar a Base Aèria Gamal Abdel Nasser. Es va establir una estreta col·laboració amb la Força Aèria d'Egipte, que va destacar pilots per ser ensinistrats en els Mirage de Líbia. Segons fonts properes a l'estat d'Israel almenys dos esquadrons de Mirage V van volar amb els colors de la Força Aèria Egipcia. El mes de maig de 1974, el periòdic libi al-Fatah va informar que la FAL havia realitzat en la Guerra del Yom Kippur unes quatre-centes sortides contra els israelians, contradient les declaracions de Gadaffi. Es creu que Egipte va retornar els Mirage a Líbia entre 1974 i 1975.
En 1974, la FAL va comprar avions Dassault Mirage F1, com eren totalment nous els lliuraments es van retardar fins a 1977 i 1978, equipant a tres esquadrons, assignats a la Base Aèria de Okba bin Nafi, prop de Trípoli. L'any 1978 Dassault va començar un programa de modernització dels Mirage V de la FAL, que va haver de ser interromput per la participació de Líbia en la Guerra del Txad, el 1983, que va conduir a una confrontació directa amb França. Un cert nombre dels seus Mirage V, van ser retinguts a França durant diversos anys, retornant-se a Líbia el 1989.

### Compres d'armament a l'URSS

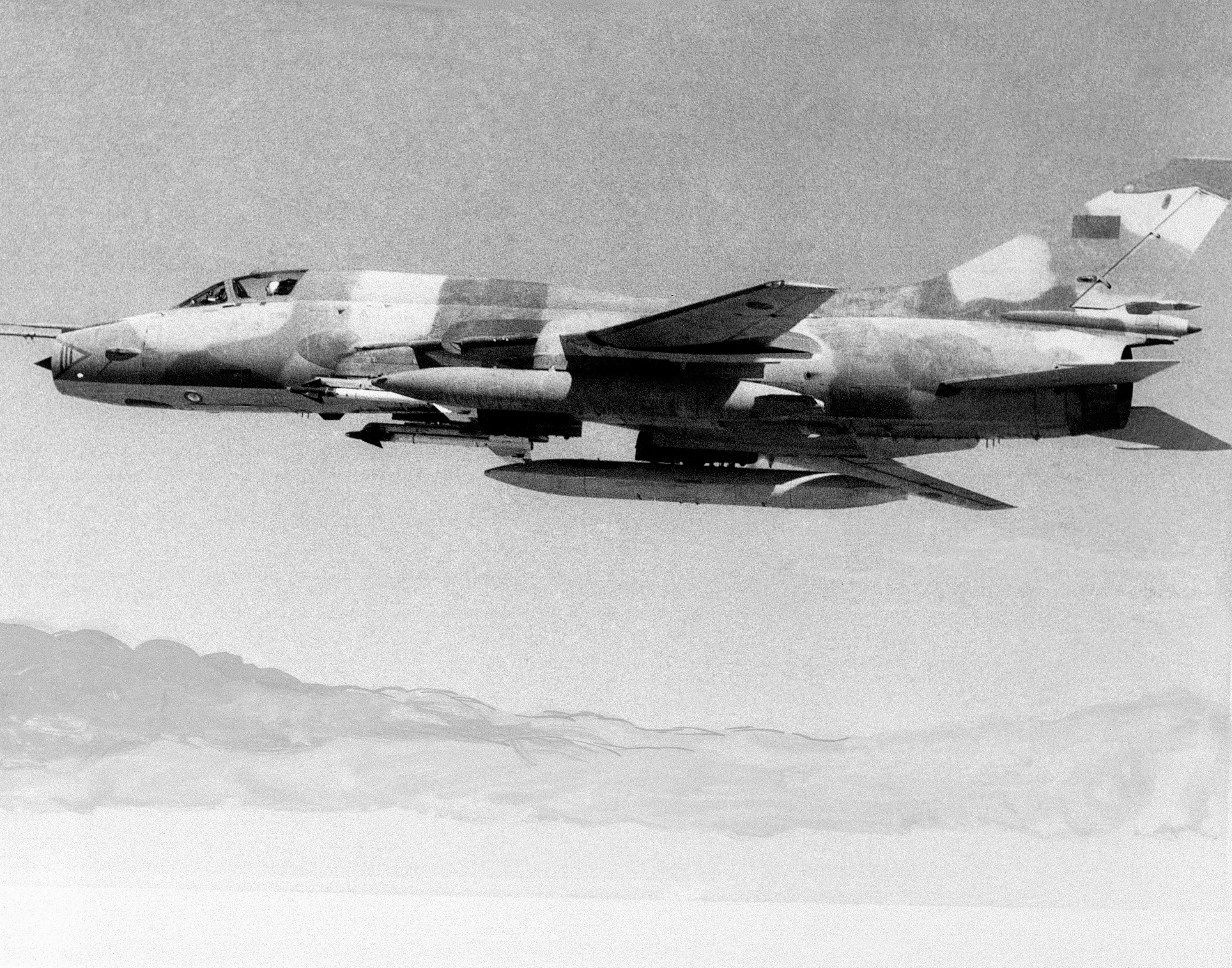
Un Sukhoi-22 Fitter libi

La relació de Líbia amb el règim de Moscou es va reforçar durant els anys setanta i els vuitanta, fins al punt va esdevenir uns dels més importants clients de la Unió Soviètica. Líbia va comprar a la fi de 1973 i principis de 1974 uns 14 bombarders Tupolev-22, dos dels quals van ser interceptats durant el vol de lliurament per la Marina dels Estats Units d'Amèrica sobre el Mediterrani. Durant un curt període a mitjans dels anys setanta, diversos bombarders de reconeixement Túpolev-16 soviètics van operar des de Líbia amb ensenyes libies. En aquella època, la Força Aèria Soviètica desplegava avions regularment a Líbia.
Entre 1975 i 1980 la FAL va rebre una gran quantitat de caces MiG-21 (algunes fonts afirmen que van ser 25 MiG-21UM i 50 MiG-21MF, seguits de 94 MiG-21bis l'any 1980). Els primers lliuraments de MiG-23 van tenir lloc el 1976 i es creu que es van perllongar fins a 1981, sent les xifres exactes desconegudes. A causa del que va succeir a Síria i a Egipte, es van comprar molts avions i els primers es van assignar als esquadrons 1050 i 1051, basats a l'aeròdrom de Al Bumbah. Una bona part d'ells gairebé immediatament es van emmagatzemar i, almenys, vint MiG-23 van entrar en servei amb el 1023º Esquadró.
Com a resultat de l'exponencial augment en l'inventari d'avions i el consegüent requeriment d'un creixent nombre de tripulacions per ser entrenades, el 1977 es va iniciar la incorporació d'uns setanta SIAI-Marchetti SF-260WL. El 1975 es va començar a rebre mig centenar de ensinistradors de combat G-2AE Galeb iugoslaus.
El 1975 es van incorporar també helicòpters Mil Mi-8 amb diverses variants. El 1978 van arribar uns 180 L-39ZO per a entrenament avançat i atac a terra, seguits d'uns, 17 Il-76T i TD de transport. El 1978 van començar els lliuraments de l'helicòpter de combat El Mil Mi-24 Hind. El 1980 va arribar a Líbia el primer MiG-25, algunes fonts creuen que es van assolir les 80 unitats.
A la fi dels anys 70 els esquadrons d'atac a terra van ser reforçats amb uns 36 Sukhoi-20 i seixanta Sukhoi-22. Els lliuraments dels Fitter van tenir lloc entre 1982 i 1984. A partir de 1983 es van integrar uns quinze Antonov-26 de transport. Aquest mateix any van començar a arribar els helicòpters Mil Mi-14.
El 1989 la Força Aèria libia va comprar avions d'atac Sukhoi-24 Fencer, es calcula que un màxim d'una dotzena. El 1990 es van subministrar els helicòpters d'atac Mil Mi-35 comandats el 1988. Se sap també que es va aconseguir diversos avions de transport com ara el Iàkolev-40, el G222 i el L-410, així com els helicòpters Mil Mi-2 i el AB-206, en quantitats desconegudes.

### Compres d'armament a Itàlia i als EUA

Escarapela de la Força Aèria de Líbia entre 1970 i 1978.

L'any 1970 es va negociar la compra de vint avions de transport Lockheed Hercules. El 1971 onze Hercules C-130 van ser proporcionats pels EUA, quatre C-100 addicionals van ser adquirits a les Filipines i a Luxemburg el 1981. L'any 1976 van ser adquirits a Itàlia 20 helicòpters de transport pesat Boeing CH-47 Chinook, fabricats per Elicotteri Meridionali. 14 d'ells van ser transferits a l'Exèrcit a la dècada de 1990. A causa de l'embargament 9 d'ells no es van lliurar i van ser emmagatzemats fins que l'Exèrcit dels Estats Units els va comprar. Líbia va comprar 10 avionetes Cessna O-1 Bird Dog.

### Després de la Guerra Freda

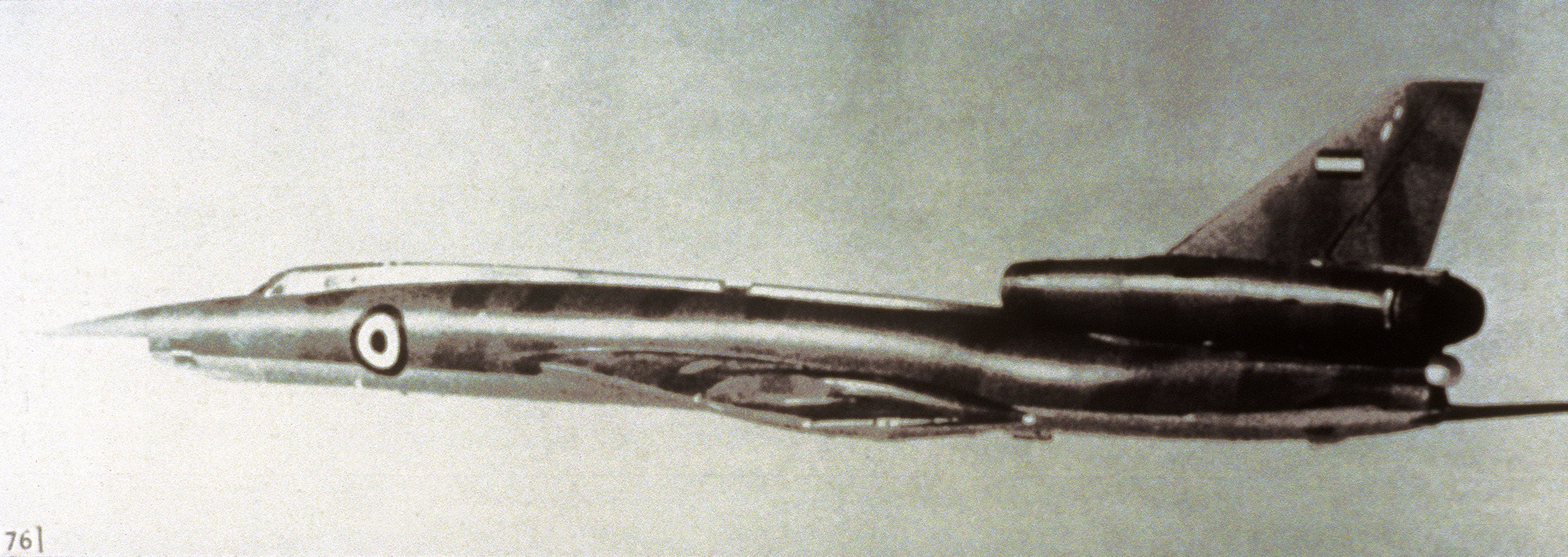
Un Túpolev-22 de Líbia

Amb el col·lapse de la Unió Soviètica i l'eliminació de l'ajuda militar per part de la Federació Russa, el suport soviètic/rus va caure dràsticament. L'últim lliurament d'avions soviètics important va ser de quinze Sukhoi-24 Fencer l'abril de 1989.
Les sancions de l'Organització de les Nacions Unides van ser aixecades el 1999 i Líbia va mantenir converses amb Rússia per actualitzar les versions dels seus MiG-21 i MiG-25, i va expressar el seu interès en els avions MiG-29, MiG-31 i en els míssils terra-aire SAM. Tanmateix, gran part del seu material de transport i combat es va mantenir en reserva.
El març de 2003 Líbia va arribar a un acord amb Washington i Londres per acceptar la seva responsabilitat civil en l'atemptat de Lockerbie. L'agost de 2004 el règim de Trípoli va reconèixer la seva culpa en una carta dirigida a les Nacions Unides, la qual cosa va permetre aixecar l'embargament. Aquest mateix any es van rebre dos Antónov-124 i deu Antonov-32 per equipar els esquadrons de transport. També es va rebre un nombre desconegut d'avions de transport Antonov-74.
El juliol de 2004 Pakistan va anunciar la compra de 50 Mirage a Líbia, juntament amb 150 motors. Segons fonts pakistaneses, la majoria d'aquests avions estaven gairebé nous, alguns amb menys de mil hores de vol. Una vegada que es va aixecar l'embargament de l'ONU, el 1999, la FAL va iniciar els plans de modernització dels seus MiG-21 i MiG-25. Hi ha informes que afirmen que els MiG-23 libis van estar a Ucraïna des de l'any 2001 fins a l'any 2006 per a dur a terme inspeccions. El 2005 van començar les negociacions per posar al dia almenys una dotzena de Mirage F1, signant un contracte que va permetre acabar el primer lot d'aparells l'any 2009. S'estimen en 180 els L-39ZO lliurats a la FAL, dels quals alguns van ser perduts al Txad i almenys onze es van vendre a Egipte. A la fi de l'any 2005, cert nombre d'aparells es van desplaçar fins a Ucraïna per a ser posats al dia. Líbia tenia la intenció de comprar avions d'última generació, avaluant-se també la compra dels aparells Sukhoi-30 i Sukhoi-35 russos, i dels Rafale francesos. Els Tupolev-22 també van ser sotmesos a una revisió entre 2003 i 2006 a Ucraïna. Encara que el nombre total d'exemplars contractats és desconegut, la FAL actualment opera dos esquadrons de Fitter. D'altra banda, dotze CH-47C van ser venuts als Emirats Àrabs Units Almenys 9 cèl·lules es van enviar a la planta d'Agusta a Itàlia per a dur a terme una revisió i la modernització dels CH-47C, dels quals actualment 3 estan ja operacionals i uns 4 esperen la realització de treballs de manteniment. Els acords existents entre Moscou i Líbia comprendrien la compra d'entre 12 i 15 avions Sukhoi-35, quatre Sukhoi-30 i sis Iàkolev-130.

### Ordre de Combat actual (2011- present)
La Força Aèria líbia, després del llarg embargament internacional que va tenir lloc des de 1988 fins a 2004, estava en un període de recuperació, l'anunciada intenció de comprar avions d'última generació com els Sukhoi-30 i El Sukhoi-35 o bé els Rafale no va arribar a concretar-se. En l'anàlisi realitzada pels Estats Units d'Amèrica durant la crisi que donaria pas al conflicte intern i a la posterior Guerra civil que va començar el març de 2011 s'anomena als helicòpters libis com la major amenaça de la qual disposava la força aèria libia aleshores, juntament amb les altres aeronaus.
Durant el transcurs de la crisi la Força Aèria juntament amb altres branques de les forces de seguretat nacional va ser blanc de nombroses acusacions de crims de guerra contra la població civil per part dels països que recolzaven el bàndol contrari al govern libi gadaffista. Els grups rebels acusaven al govern libi de fer servir la força aèria per atacar indiscriminadament a la població. Una altra acusació és sobre 17 pilots que van ser condemnats a mort i executats, a Tripoli per no obeir les ordres de bombardejar la ciutat de Zawiyah a 44 quilòmetres de la capital. Tanmateix no hi ha proves que sostinguin aquestes acusacions.
Durant la Guerra Civil Líbia del 2011 la Força Aèria Líbia va patir un paper poc destacat en els combats a causa del perill que representava la zona d'exclusió aèria imposada per una coalició de països partidaris del bàndol anti-gaddafista i del seu braç armat, format en gairebé la seva totalitat per combatents mercenaris de l'estranger finançats pels mateixos països de la coalició. El motiu de la zona d'exclusió aèria es basava en la Resolució 1973 del Consell de Seguretat de les Nacions Unides que va ser usada com excusa per donar pas lliure als caces de la coalició per poder atacar els punts estratègics de les Forces Armades de Líbia i per a servir com a suport aeri per part dels rebels libis.
Encara que se suposava que la resolució tènia com a objectiu principal protegir els civils, els atacs aeris perpetrats per la coalició van segar la vida d'uns 718 civils i van ferir de gravetat a 433. Malgrat això, la coalició va ignorar aquest fet. Els pocs pilots libis que s'atrevien a volar majorment acabaven derrotats pels caces de la coalició, poc se sap de la destinació dels pilots els qui van acabar com a presoners dels rebels anti-gadafistes.
El darrer informe sobre la Força Aèria de Líbia (que abans estava sota el comandament del govern de Moammar al-Gaddafi) especulava que els seus avions i helicòpters estaven destruïts íntegrament segons el general de la Real Força Aèria Britànica, encara que realment molts aparells van sobreviure a la guerra però solament una escassa quantitat d'aeronaus es troba en servei amb la Força Aèria de Líbia degut a l'escassetat de pressupost i de pilots, les aeronaus actives eren principalment usades en tasques d'atac a terra i de transport de personal, segons comentaris de sectors opositors a l'antic règim libi les aeronaus eren pilotades en la seva major part per personal mercenari estranger.
Durant la Guerra de Líbia de 2014-2015 la força aèria ha tingut un paper crucial en tasques d'atac a terra i duent a terme bombardejos contra les posicions dels grups armats gihadistes. El febrer de l'any 2015 la Força Aèria d'Egipte va bombardejar a les ciutats líbies de Derna i de Sirte posicions estratègiques pertanyents al grup terrorista Estat Islàmic perquè aquest grup va decapitar 21 cristians egipcis.

## Aeronaus

### Avions
| Nom                  | Tipus              | Origen       | Unitats | Imatges |
| -------------------- | ------------------ | ------------ | ------- | ------- |
| Caces                |                    |              |         |         |
| Mig-21               | Avió de caça       | Rússia       | 12      |         |
| Mirage F1            | Avió de caça       | França       | 2       |         |
| Caces bombarders     |                    |              |         |         |
| Mig-23               | Caça bombarder     | Rússia       | 11      |         |
| Mig-25               | Caça bombarder     | Rússia       | 2       |         |
| Sukhoi-24            | Caça bombarder     | Rússia       | 2       |         |
| Sukhoi-22            | Caça bombarder     | Rússia       | 1       |         |
| Avions d'entrenament |                    |              |         |         |
| Leonardo SF-260      | Avió d'entrenament | Itàlia       | 38      |         |
| Aero L-39            | Avió d'entrenament | Txèquia      | 18      |         |
| Soko G-2 Galeb       | Avió d'entrenament | Sèrbia       | 17      |         |
| Avions de transport  |                    |              |         |         |
| C-130 Hercules       | Avió de transport  | Estats Units | 2       |         |
| Antonov-An-26        | Avió de transport  | Ucraïna      | 1       |         |
| Antonov-An-32        | Avió de transport  | Ucraïna      | 1       |         |
| Avions de càrrega    |                    |              |         |         |
| Antonov-An-72        | Avió de càrrega    | Ucraïna      | 1       |         |
| Iluixin Il-76        | Avió de càrrega    | Rússia       | 1       |         |

### Helicòpters
| Nom                             | Tipus                       | Origen       | Unitats | Imatges |
| ------------------------------- | --------------------------- | ------------ | ------- | ------- |
| Helicòpters d'atac              |                             |              |         |         |
| Mil Mi-24                       | Helicòpter d'atac           | Rússia       | 9       |         |
| Helicòpters de transport        |                             |              |         |         |
| Mil Mi-8                        | Helicòpter de transport     | Rússia       | 8       |         |
| CH-47 Chinook                   | Helicòpter de transport     | Estats Units | 3       |         |
| Helicòpters de reconeixement    |                             |              |         |         |
| Mil Mi-2                        | Helicòpter de reconeixement | Rússia       | 4       |         |
| Helicopters de recerca i rescat |                             |              |         |         |
| Mil Mi-14                       | Recerca i rescat            | Rússia       | 3       |         |
| Augusta Westland 139            | Recerca i rescat            | Itàlia       | 1       |         |